# Coupe du monde féminine de football
Cet article traite de la Coupe du monde féminine de football. Pour la Coupe du monde masculine de football, voir Coupe du monde de football.
La Coupe du monde féminine de football ou Coupe du monde féminine de la FIFA  est une compétition internationale de football qui se déroule ordinairement tous les quatre ans. Elle est organisée par la FIFA et met aux prises des sélections nationales. Il s'agit de l'équivalent féminin de la Coupe du monde de football. La première édition se déroule en 1991 en Chine, dont les États-Unis sortent vainqueur.
Cinq nations figurent au palmarès. Les États-Unis détiennent le record avec quatre titres, suivis de l'Allemagne, deux victoires finales. La  Norvège, le Japon et l’Espagne ont remporté chacune une fois la Coupe du monde. L'Espagne, qui a soulevé le trophée en 2023, est la championne en titre. La Coupe du monde féminine de football 2023 s'est disputée en Australie et en Nouvelle-Zélande.

## Histoire

### Origine de la compétition
Avant que le football féminin ne soit reconnu et pris en charge par la FIFA, plusieurs initiatives ont été menées pas des associations secondaires pour mettre sur pied des tournois internationaux féminins dès la fin des années 1960. Une première Coupe du monde officieuse, la Coppa del Mondo est ainsi organisée en Italie à l'initiative de l'éphémère Fédération internationale et européenne de football féminin (FIEFF) en 1970. Une seconde édition a lieu au Mexique en 1971 puis le tournoi est abandonné en même temps que disparaît la FIEFF, sans la moindre reconnaissance posthume. Un autre tournoi amical, le Mundialito, prend le relais quelques années plus tard et a lieu de 1981 à 1988, principalement en Italie. En 1986, pendant le Mundial masculin au Mexique, la FIFA décide d'étudier la mise en place d'une véritable Coupe du monde féminine de football réunissant donc les meilleures sélections féminines mondiales. Elle organise dans un premier temps en 1988 en Chine un Tournoi international féminin amical qui permet de tester et valider le projet. La première édition officielle est programmée pour 1991. La périodicité du mondial féminin est normalement fixée à 4 ans, en année impaire suivant immédiatement la tenue du mondial masculin.

### Les années 90' dominées par les États-Unis

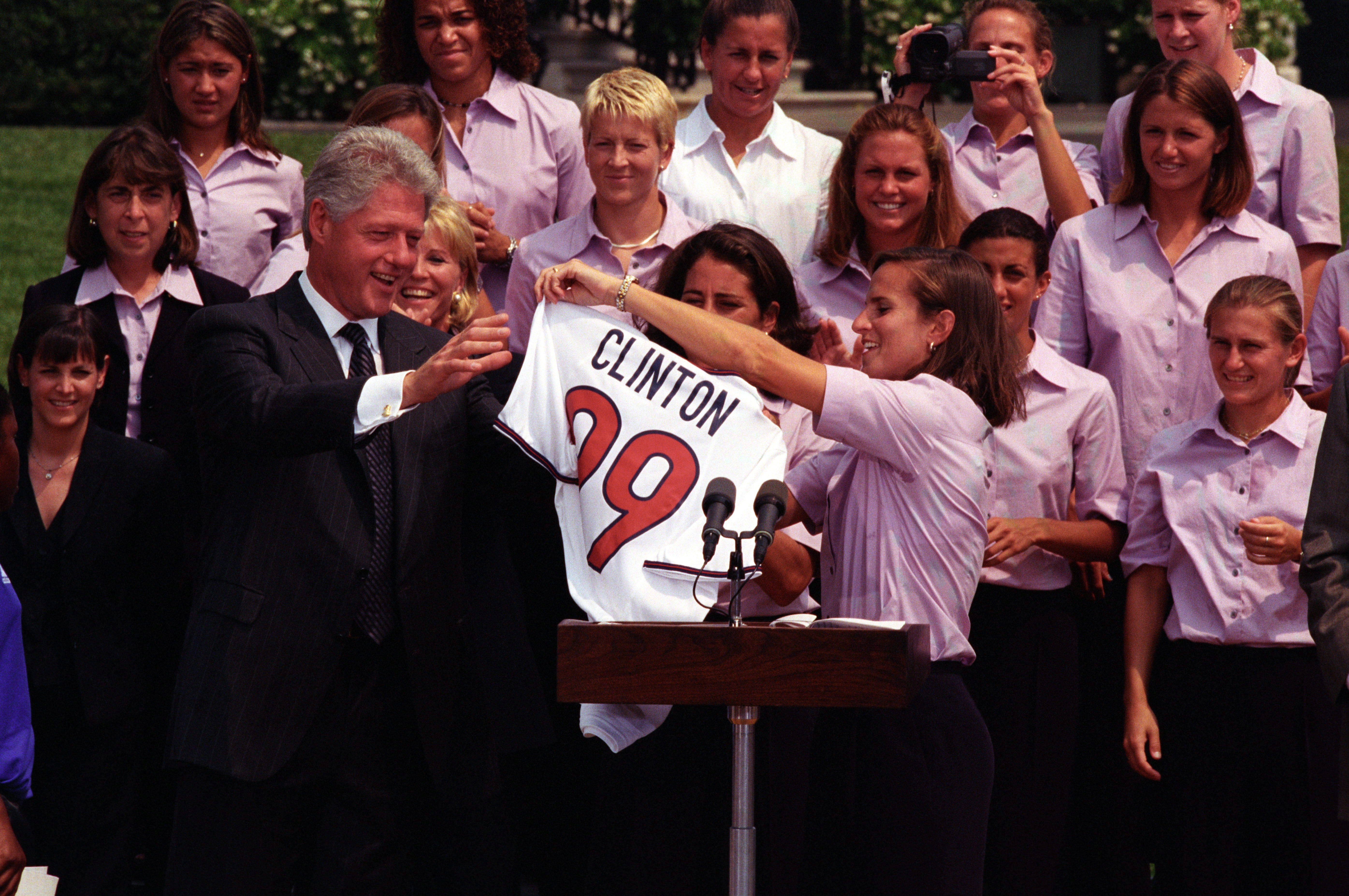
Les championnes américaines avec le président Bill Clinton, en 1999. Pour l'occasion, un maillot floqué "CLINTON 99" au dos est créé.

Premier tournoi mondial officiel de football féminin, organisé par la FIFA, la Coupe du monde féminine de 1991 se déroule en Chine avec un plateau composé de douze nations. La FIFA décide également d'incorporer pour la première fois dans une compétition internationale des femmes au sein du corps arbitral. Cette édition voit le couronnement des États-Unis emmenés par le trio Michelle Akers, Carin Jennings et April Heinrichs (qui ont inscrit vingt buts à elles trois) face à la Norvège en finale sur le score de 2 à 1. 
En 1995, la  Norvège prend sa revanche en Suède en battant en finale l'Allemagne 2 à 0. 
Après avoir été accueillie en Asie et en Europe, la Coupe du monde a lieu sur le continent nord-américain en 1999 aux États-Unis. Les Américaines remportent pour la deuxième fois le trophée à la suite d’un 0 à 0 en prolongations, après une séance de tirs au but contre la Chine en finale sur un 5 à 4, confirmant ainsi leur suprématie sur le football féminin dans les années 1990, à la suite de leur titre olympique de 1996 déjà obtenu à domicile, à Atlanta.

### Les années 2000 dominées par l'Allemagne

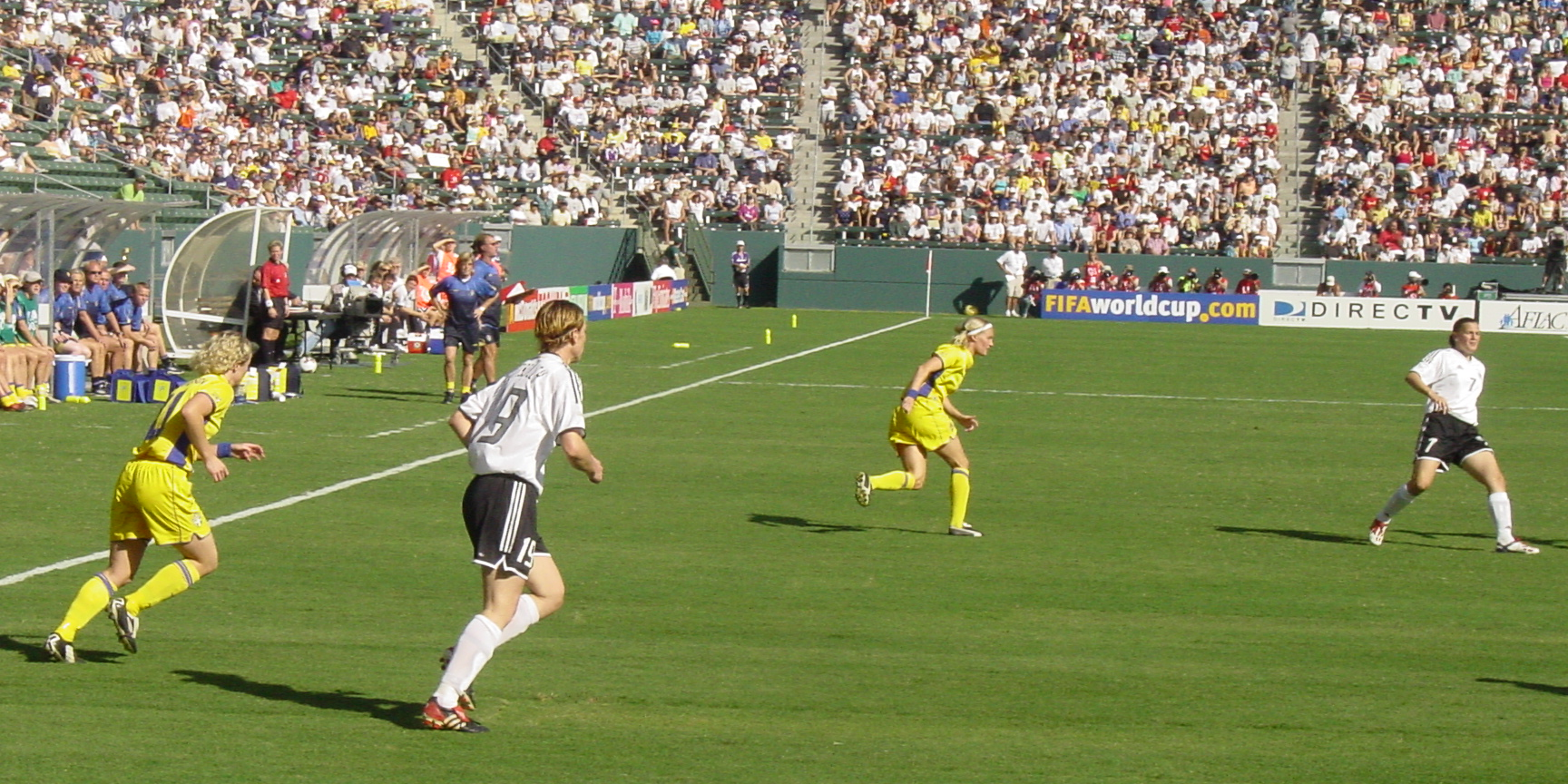
Finale Allemagne - Suède du 12 octobre 2003.

Dans les années 2000, l'hégémonie américaine est mise à mal par l'équipe d'Allemagne. Tout d'abord en 2003, où la phase finale est de nouveau organisée aux États-Unis avec un report après l'alerte au SRAS en Chine qui devait a priori organiser l'événement, l'Allemagne s'empare du titre après avoir vaincu les États-Unis 3 à 0 en demi-finale puis la Suède 2 à 1 après prolongations en finale. 
En 2007 en Chine, l'Allemagne conserve son titre contre un Brésil surprenant 2 à 0 après avoir largement dominé un tournoi où elle n'aura pas encaissé le moindre but.

### Les années 2010 à nouveau dominées par les États-Unis

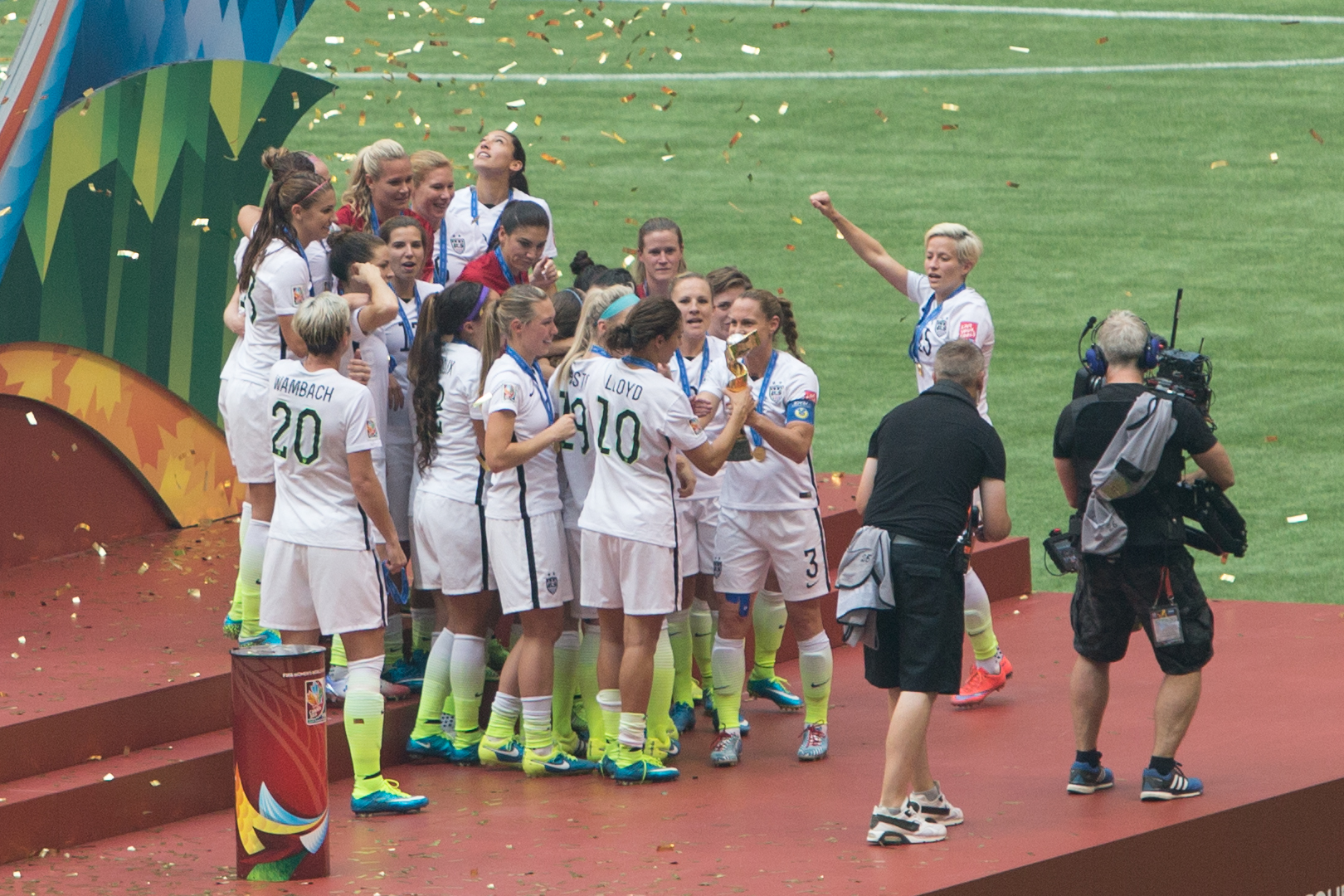
Les États-Unis avec le trophée en 2015.

En 2011, l'Allemagne accueille la compétition avec l'espoir de remporter un troisième titre consécutif. Cependant, malgré trois victoires en trois matches au premier tour, la sélection allemande se trouve soudainement en manque de réussite offensive et se fait contre toute attente éliminer en quart de finale par le Japon, sur le score de 1 à 0 à l'issue de la prolongation. Ce qui permet aux Japonaises de retrouver les Américaines en finale. Malgré l’expérience des Stars and Stripes les Japonaises remportent le trophée après un score de 2 à 2 en prolongation, à l’issue de la séance de tirs au but avec un 3 à 1 en faveur du Japon.
L’édition 2015 au Canada voit sa finale devenir une redite de la précédente. Seulement au niveau de l’affiche toutefois, le score final étant bien différent cette fois-ci. L’affaire étant pliée au bout de seize petites minutes, avec un 4 à 0 pour les États-Unis. Le score final sera toutefois de 5 à 2, les Américaines remportent leur troisième sacre mondial.
Lors de la Coupe du monde 2019, en France, on retrouve encore les Stars and Stripes en finale du tournoi. Toutefois, les Pays-Bas atteignent pour la première fois de leur histoire le dernier match de la compétition. Malgré leur bonne volonté, les Oranje craquent sur pénalty à la 61e minute, et s’inclinent finalement 2 à 0. Les Américaines sont sacrées championnes du monde pour la quatrième fois, un record en si peu d’éditions.

### Les années 2020 marquent un changement

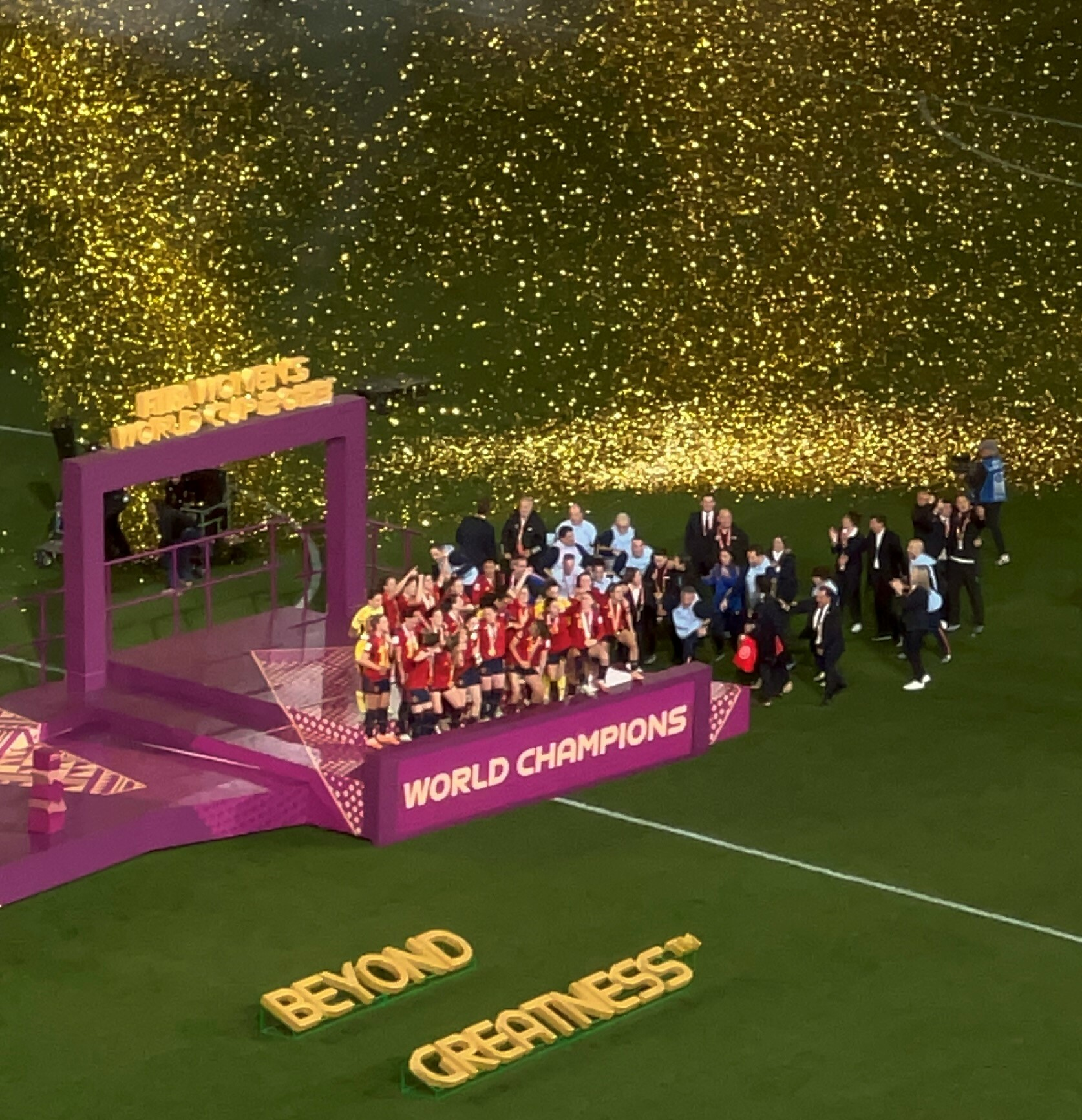
En 2023, La Roja décroche son premier titre mondial.

À l'occasion de la Coupe du monde 2023, en Australie et Nouvelle-Zélande, le nombre d'équipes en phase finale passe de 24 à 32, avec l'objectif de redynamiser la compétition. Durant ce tournoi, l'Espagne se hisse en finale pour la première fois de son histoire et après seulement trois participations dans le tournoi. 
Lors de la Finale, les Espagnoles défont les Anglaises par un score de 1-0, remportant ainsi leur premier sacre mondial chez les séniors. 
L'après-match est principalement marqué par la controverse entourant le président de la fédération espagnole de football Luis Rubiales, en raison de son baiser forcé à la joueuse Jennifer Hermoso, provoquant de nombreuses réactions en Espagne et dans le monde.
Pour l'édition 2027, le Brésil devient le premier pays d'Amérique du Sud à organiser la Coupe du monde féminine. 
L'idée d'élargir la quantité de sélections à 48 équipes est évoquée durant le Congrès de la FIFA 2024, afin d'atteindre le nombre de places chez les hommes. Cependant, l'expansion ne semble pas encore être d'application pour cette compétition. Cela s'explique par le fait qu'un tel montant d'équipes, agrandirait fortement le calendrier des qualifications, ce qui demanderait une entame trop précoce par rapport au temps laissé pour l'organisation de l'événement.

## Organisation

### Format de la compétition
Les deux premières éditions en 1991 et 1995 réunissent chacune douze équipes qui lors d'un premier tour sont réparties en trois groupes de quatre, les premières, deuxièmes et les deux meilleures troisièmes se qualifiant pour les quarts de finale. En 1999, le nombre de participants augmente à seize équipes, réparties en quatre groupes de quatre au premier tour, les deux premiers de chaque poule se qualifiant pour les quarts de finale. Cette formule est reconduite jusqu'en 2011. En 2015 et en 2019 le tournoi réunit 24 équipes, réparties en six groupes de quatre. En plus des deux premiers de chaque groupe qualifiés pour le tour suivant, les quatre meilleurs troisièmes sont repêchés afin de compléter le tableau des huitièmes de finale. Un match pour la troisième place est disputé entre les deux équipes écartées de la course au titre en demi-finales. Pour accéder à la Coupe du monde, les équipes doivent obtenir leur qualification en disputant des tours préliminaires organisés localement par les fédérations continentales (l'UEFA, l'OFC, l'AFC, la CAF, le CONMEBOL et la CONCACAF). Enfin, le pays organisateur est d'office qualifié pour la phase finale.
La première Coupe du monde s'est déroulée en Chine en 1991, la suivante en Suède en 1995, avant d'être disputée à deux reprises aux États-Unis en 1999 et 2003. Initialement prévue en Chine, l'édition de 2003 a en effet été ré-attribuée par la FIFA aux États-Unis, forts du succès de l'édition précédente, en raison de l'apparition en Asie du syndrome respiratoire aigu sévère (SRAS) cette année-là. En compensation la FIFA attribua l'édition suivante de 2007 à la Chine. Les pays se succédant dans les années deux-mille-dix pour l'organisation de la Coupe du monde sont l'Allemagne en 2011, le Canada en 2015 et la France en 2019. La FIFA décide à la fin de l'année 2010 de faire passer le nombre d'équipes participantes à 24 pour les éditions futures (à partir de 2015). Le développement du football féminin et le relèvement du niveau global durant la décennie encourage la FIFA à étoffer une nouvelle fois le tournoi féminin. Peu après la fin de la Coupe du monde 2019 en France qui a rencontré un succès populaire prometteur, la Fédération Internationale prend la décision de porter à 32 le nombre de nations en phase finale.  Le 25 juin 2020, le Conseil choisit la candidature commune de l'Australie et de la Nouvelle-Zélande comme pays hôtes de la compétition en 2023.
| Années                   | Équipes | Format du 1er tour ( = phase de poules )                  | Stade de compétition | Stade de compétition | Stade de compétition | Stade de compétition | Stade de compétition | Stade de compétition |
| Années                   | Équipes | Format du 1er tour ( = phase de poules )                  | 16e de finale        | 8e de finale         | 1/4 de finale        | 1/2 finale           | 3e / 4e Place        | Finale               |
| ------------------------ | ------- | --------------------------------------------------------- | -------------------- | -------------------- | -------------------- | -------------------- | -------------------- | -------------------- |
| 1991 et 1995             | 12      | 3 poules de 4 : 1res, 2es et 2 meilleures 3es qualifiées. |                      | Phase de poules ->   | oui                  | oui                  | oui                  | oui                  |
| 1999, 2003, 2007 et 2011 | 16      | 4 poules de 4 : 1res et 2es qualifiées.                   |                      | Phase de poules ->   | oui                  | oui                  | oui                  | oui                  |
| 2015 et 2019             | 24      | 6 poules de 4 : 1res, 2es et 4 meilleures 3es qualifiées. | Phase de poules ->   | oui                  | oui                  | oui                  | oui                  | oui                  |
| 2023 et 2027             | 32      | 8 poules de 4 : 1res et 2es qualifiées.                   | Phase de poules ->   | oui                  | oui                  | oui                  | oui                  | oui                  |
| 2031 et 2035             | 48      | à décider                                                 | oui                  | oui                  | oui                  | oui                  | oui                  | oui                  |

### Trophée

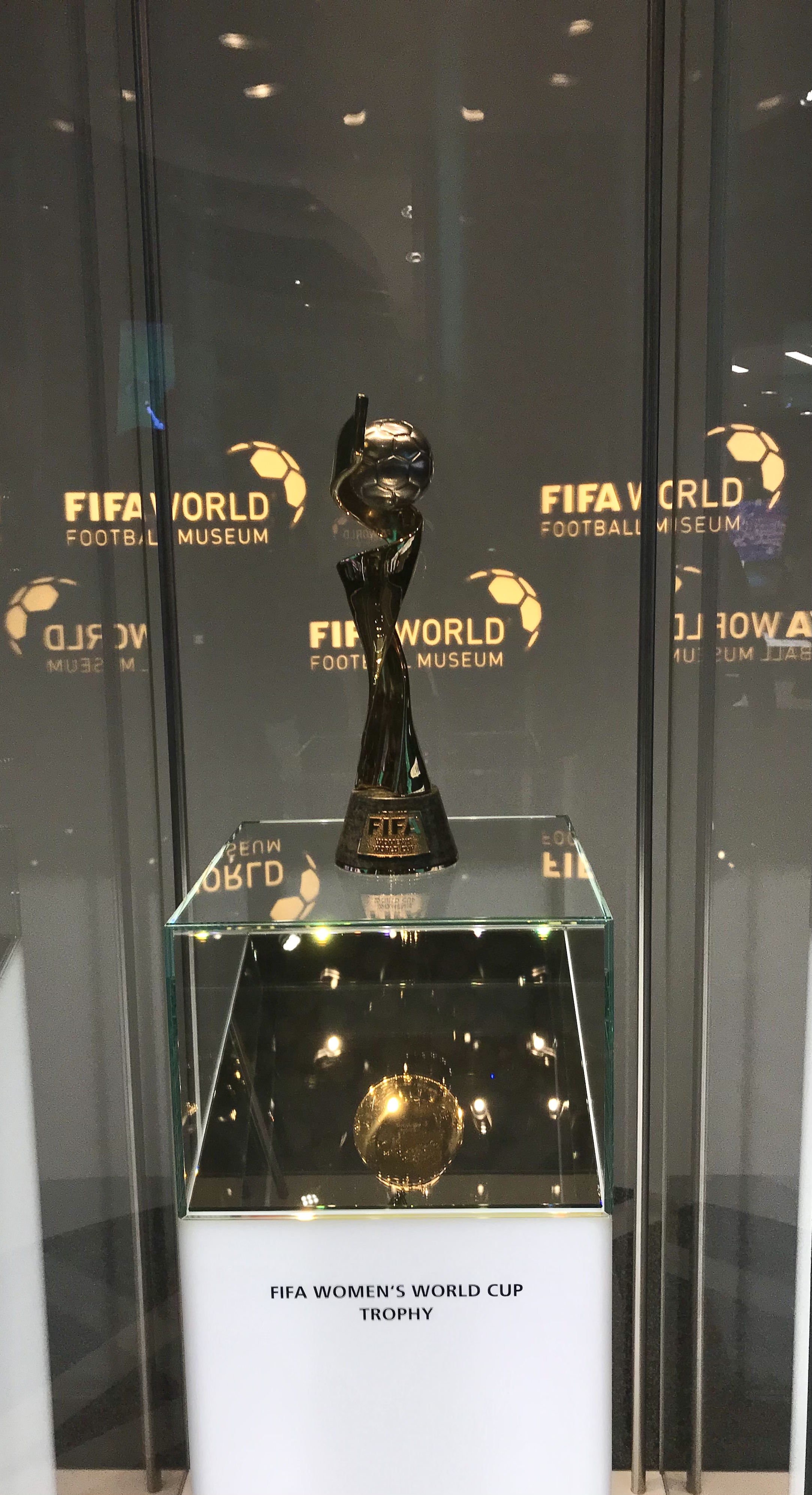
Le trophée exposé dans le musée du football mondial.

Le trophée actuel est conçu par William Sawaya et fabriqué à la main par les spécialistes milanais Sawaya & Moroni. Le trophée reflète l'athlétisme, le dynamisme et l'élégance du football féminin.
En bronze plaqué or, aluminium poli et granit Verde Candeias, il mesure 47 cm de haut et pèse 4,6 kg. Posé sur un pied conique renforçant l'esprit d'élévation du design, il s'étire vers le ciel en une spirale qui enveloppe un ballon de football en son sommet. Il se distingue par sa forme assez étirée et fine. Les noms des pays ayant gagné le tournoi sont gravés sous la base.

## Palmarès et statistiques

### Coupe du monde de la FIFA

#### Tableau d'honneur
| 1re | 1991 | Chine                        | États-Unis     | 2 − 1                         | Norvège    | Suède      | 4 − 0                         | Allemagne  |
| 2e  | 1995 | Suède                        | Norvège        | 2 − 0                         | Allemagne  | États-Unis | 2 − 0                         | Chine      |
| 3e  | 1999 | États-Unis                   | États-Unis (2) | 0 − 0 (a.p.) (t.a.b. : 5 - 4) | Chine      | Brésil     | 0 − 0 (a.p.) (t.a.b. : 5 - 4) | Norvège    |
| 4e  | 2003 | États-Unis                   | Allemagne      | 2 − 1 · (a.p., )              | Suède      | États-Unis | 3 − 1                         | Canada     |
| 5e  | 2007 | Chine                        | Allemagne (2)  | 2 − 0                         | Brésil     | États-Unis | 4 − 1                         | Norvège    |
| 6e  | 2011 | Allemagne                    | Japon          | 2 − 2 (a.p.) (t.a.b. : 3 - 1) | États-Unis | Suède      | 2 − 1                         | France     |
| 7e  | 2015 | Canada                       | États-Unis (3) | 5 − 2                         | Japon      | Angleterre | 1 − 0 (a.p.)                  | Allemagne  |
| 8e  | 2019 | France                       | États-Unis (4) | 2 − 0                         | Pays-Bas   | Suède      | 2 − 1                         | Angleterre |
| 9e  | 2023 | Australie / Nouvelle-Zélande | Espagne        | 1 − 0                         | Angleterre | Suède      | 2 − 0                         | Australie  |
| 10e | 2027 | Brésil                       |                |                               |            |            |                               |            |
| 11e | 2031 | États-Unis / Mexique         |                |                               |            |            |                               |            |
| 12e | 2035 | Royaume-Uni                  |                |                               |            |            |                               |            |

#### Palmarès et résultats par nation
L'équipe des États-Unis est la meilleure nation au palmarès de la Coupe du monde féminine. Elle totalise quatre titres en 1991 et 1999 et 2015 et celui de 2019, une place de finaliste 2011 et trois troisièmes places.
L'équipe d'Allemagne se classe deuxième avec deux victoires en 2003 et 2007, ainsi qu'une place de finaliste en 1995. La Norvège inscrit son nom au palmarès en 1995, le Japon en 2011 et l’Espagne en 2023.
| Rang | Équipe               | Finalistes                 | Finalistes | Demi-finalistes          | Demi-finalistes | Éliminations en 1/4 de finale | Éliminations en 8e de finale ou au 1er tour (tournois à 12 en 1991 et 1995, tournois à 16 de 1999 à 2011) | Éliminations au 1er tour (tournois à 24 en 2015 et 2019, tournois à 32 en 2023 et 2027) | Participations |
| Rang | Équipe               | Titres remportés           | 2e place   | 3e place                 | 4e place        | Éliminations en 1/4 de finale | Éliminations en 8e de finale ou au 1er tour (tournois à 12 en 1991 et 1995, tournois à 16 de 1999 à 2011) | Éliminations au 1er tour (tournois à 24 en 2015 et 2019, tournois à 32 en 2023 et 2027) | Participations |
| ---- | -------------------- | -------------------------- | ---------- | ------------------------ | --------------- | ----------------------------- | --- | --------------------------------------------------------------------------------------- | -------------- |
| 1    | États-Unis           | · 1991, 1999, 2015 et 2019 | · 2011     | · 1995, 2003, 2007       | -               | -                             | 1 2023 | -                                                                                       | 9              |
| 2    | Allemagne            | · 2003, 2007               | · 1995     | -                        | 2 1991, 2015    | 3 1999, 2011, 2019            | - | 1 2023                                                                                  | 9              |
| 3    | Norvège              | · 1995                     | · 1991     | -                        | 2 1999, 2007    | 2 2003, 2019                  | 3 2011, 2015, 2023                                                                                        | -                                                                                       | 9              |
| 4    | Japon                | · 2011                     | · 2015     | -                        | -               | 2 1995, 2023                  | 5 1991, 1999, 2003, 2007, 2019                                                                            | -                                                                                       | 9              |
| 5    | Espagne              | · 2023                     | -          | -                        | -               | -                             | 1 2019 | 1 2015                                                                                  | 3              |
| 6    | Suède                | -                          | · 2003     | · 1991, 2011, 2019, 2023 | -               | 2 1995, 1999                  | 2 2007, 2015                                                                                              | -                                                                                       | 9              |
| 7    | Angleterre           | -                          | · 2023     | · 2015                   | 1 2019          | 3 1995, 2007, 2011            | - | -                                                                                       | 6              |
| 8    | Brésil               | -                          | · 2007     | · 1999                   | -               | 2 2003, 2011                  | 4 1991, 1995, 2015, 2019                                                                                  | 1 2023                                                                                  | 9              |
| 9    | Chine                | -                          | · 1999     | -                        | 1 1995          | 4 1991, 2003, 2007, 2015      | 1 2019 | 1 2023                                                                                  | 8              |
| 10   | Pays-Bas             | -                          | · 2019     | -                        | -               | 1 2023                        | 1 2015 | -                                                                                       | 3              |
| 11   | Australie            | -                          | -          | -                        | 1 2023          | 3 2007, 2011, 2015            | 4 1995, 1999, 2003, 2019                                                                                  | -                                                                                       | 8              |
| 12   | France               | -                          | -          | -                        | 1 2011          | 3 2015, 2019, 2023            | 1 2003 | -                                                                                       | 5              |
| 13   | Canada               | -                          | -          | -                        | 1 2003          | 1 2015                        | 5 1995, 1999, 2007, 2011, 2019                                                                            | 1 2023                                                                                  | 8              |
| 14   | Danemark             | -                          | -          | -                        | -               | 2 1991, 1995                  | 3 1999, 2007, 2023                                                                                        | -                                                                                       | 5              |
| 15   | Italie               | -                          | -          | -                        |                 | 2 1991, 2019                  | 1 1999 | 1 2023                                                                                  | 4              |
| 16   | Russie               | -                          | -          | -                        | -               | 2 1999, 2003                  | - | -                                                                                       | 2              |
| 17   | Nigeria              | -                          | -          | -                        | -               | 1 1999                        | 7 1991, 1995, 2003, 2007, 2011, 2019, 2023                                                                | 1 2015                                                                                  | 9              |
| 18   | Corée du Nord        | -                          | -          | -                        | -               | 1 2007                        | 3 1999, 2003, 2011                                                                                        | -                                                                                       | 4              |
| 19   | Colombie             | -                          | -          | -                        | -               | 1 2023                        | 2 2011, 2015                                                                                              | -                                                                                       | 3              |
| 20   | Taipei chinois       | -                          | -          | -                        | -               | 1 1991                        | - | -                                                                                       | 1              |
| 21   | Nouvelle-Zélande     | -                          | -          | -                        | -               | -                             | 3 1991, 2007, 2011                                                                                        | 3 2015, 2019, 2023                                                                      | 6              |
| 22   | Ghana                | -                          | -          | -                        | -               | -                             | 3 1999, 2003, 2007                                                                                        | -                                                                                       | 3              |
| 23   | Corée du Sud         | -                          | -          | -                        | -               | -                             | 2 2003, 2015                                                                                              | 2 2019, 2023                                                                            | 4              |
| 23   | Argentine            | -                          | -          | -                        | -               | -                             | 2 2003, 2007                                                                                              | 2 2019, 2023                                                                            | 4              |
| 25   | Mexique              | -                          | -          | -                        | -               | -                             | 2 1991, 2011                                                                                              | 1 2015                                                                                  | 3              |
| 26   | Cameroun             | -                          | -          | -                        | -               | -                             | 2 2015, 2019                                                                                              | -                                                                                       | 2              |
| 26   | Suisse               | -                          | -          | -                        | -               | -                             | 2 2015, 2023                                                                                              | -                                                                                       | 2              |
| 28   | Afrique du Sud       | -                          | -          | -                        | -               | -                             | 1 2023 | 1 2019                                                                                  | 2              |
| 28   | Jamaïque             | -                          | -          | -                        | -               | -                             | 1 2023 | 1 2019                                                                                  | 2              |
| 30   | Guinée équatoriale   | -                          | -          | -                        | -               | -                             | 1 2011 | -                                                                                       | 1              |
| 30   | Maroc                | -                          | -          | -                        | -               | -                             | 1 2023 | -                                                                                       | 1              |
| 32   | Costa Rica           | -                          | -          | -                        | -               | -                             | - | 2 2015, 2023                                                                            | 2              |
| 32   | Thaïlande            | -                          | -          | -                        | -               | -                             | - | 2 2015, 2019                                                                            | 2              |
| 34   | Côte d'Ivoire        | -                          | -          | -                        | -               | -                             | - | 1 2015                                                                                  | 1              |
| 34   | Équateur             | -                          | -          | -                        | -               | -                             | - | 1 2015                                                                                  | 1              |
| 34   | Chili                | -                          | -          | -                        | -               | -                             | - | 1 2019                                                                                  | 1              |
| 34   | Écosse               | -                          | -          | -                        | -               | -                             | - | 1 2019                                                                                  | 1              |
| 34   | Haïti                | -                          | -          | -                        | -               | -                             | - | 1 2023                                                                                  | 1              |
| 34   | République d'Irlande | -                          | -          | -                        | -               | -                             | - | 1 2023                                                                                  | 1              |
| 34   | Panama               | -                          | -          | -                        | -               | -                             | - | 1 2023                                                                                  | 1              |
| 34   | Philippines          | -                          | -          | -                        | -               | -                             | - | 1 2023                                                                                  | 1              |
| 34   | Portugal             | -                          | -          | -                        | -               | -                             | - | 1 2023                                                                                  | 1              |
| 34   | Vietnam              | -                          | -          | -                        | -               | -                             | - | 1 2023                                                                                  | 1              |
| 34   | Zambie               | -                          | -          | -                        | -               | -                             | - | 1 2023                                                                                  | 1              |

#### Nations demi-finalistes
| Nombre | Équipe     | Années | Années | Années | Années | Années | Années | Années | Années | Années |
| ------ | ---------- | ------ | ------ | ------ | ------ | ------ | ------ | ------ | ------ | ------ |
| 8      | États-Unis | 1991   | 1995   | 1999   | 2003   | 2007   | 2011   | 2015   | 2019   | —      |
| 5      | Allemagne  | 1991   | 1995   | —      | 2003   | 2007   | —      | 2015   | —      | —      |
| 5      | Suède      | 1991   | —      | —      | 2003   | —      | 2011   | —      | 2019   | 2023   |
| 4      | Norvège    | 1991   | 1995   | 1999   | —      | 2007   | —      | —      | —      | —      |
| 3      | Angleterre | —      | —      | —      | —      | —      | —      | 2015   | 2019   | 2023   |
| 2      | Chine      | —      | 1995   | 1999   | —      | —      | —      | —      | —      | —      |
| 2      | Brésil     | —      | —      | 1999   | —      | 2007   | —      | —      | —      | —      |
| 2      | Japon      | —      | —      | —      | —      | —      | 2011   | 2015   | —      | —      |
| 1      | Canada     | —      | —      | —      | 2003   | —      | —      | —      | —      | —      |
| 1      | France     | —      | —      | —      | —      | —      | 2011   | —      | —      | —      |
| 1      | Pays-Bas   | —      | —      | —      | —      | —      | —      | —      | 2019   | —      |
| 1      | Australie  | —      | —      | —      | —      | —      | —      | —      | —      | 2023   |
| 1      | Espagne    | —      | —      | —      | —      | —      | —      | —      | —      | 2023   |

#### Récapitulatif par nation
| Équipe               | Part. | 1991          | 1995          | 1999          | 2003          | 2007          | 2011          | 2015          | 2019          | / 2023        | Confédération |
| -------------------- | ----- | ------------- | ------------- | ------------- | ------------- | ------------- | ------------- | ------------- | ------------- | ------------- | ------------- |
| Allemagne            | 9     | Quatrième     | Finaliste     | 1/4 de finale | Vainqueur     | Vainqueur     | 1/4 de finale | Quatrième     | 1/4 de finale | 1er tour      | UEFA          |
| Brésil               | 9     | 1er tour      | 1er tour      | Troisième     | 1/4 de finale | Finaliste     | 1/4 de finale | 1/8 de finale | 1/8 de finale | 1er tour      | CONMEBOL      |
| États-Unis           | 9     | Vainqueur     | Troisième     | Vainqueur     | Troisième     | Troisième     | Finaliste     | Vainqueur     | Vainqueur     | 1/8 de finale | CONCACAF      |
| Japon                | 9     | 1er tour      | 1/4 de finale | 1er tour      | 1er tour      | 1er tour      | Vainqueur     | Finaliste     | 1/8 de finale | 1/4 de finale | AFC           |
| Nigeria              | 9     | 1er tour      | 1er tour      | 1/4 de finale | 1er tour      | 1er tour      | 1er tour      | 1er tour      | 1/8 de finale | 1/8 de finale | CAF           |
| Norvège              | 9     | Finaliste     | Vainqueur     | Quatrième     | 1/4 de finale | Quatrième     | 1er tour      | 1/8 de finale | 1/4 de finale | 1/8 de finale | UEFA          |
| Suède                | 9     | Troisième     | 1/4 de finale | 1/4 de finale | Finaliste     | 1er tour      | Troisième     | 1/8 de finale | Troisième     | Troisième     | UEFA          |
| Australie            | 8     | -             | 1er tour      | 1er tour      | 1er tour      | 1/4 de finale | 1/4 de finale | 1/4 de finale | 1/8 de finale | Quatrième     | AFC           |
| Canada               | 8     | -             | 1er tour      | 1er tour      | Quatrième     | 1er tour      | 1er tour      | 1/4 de finale | 1/8 de finale | 1er tour      | CONCACAF      |
| Chine                | 8     | 1/4 de finale | Quatrième     | Finaliste     | 1/4 de finale | 1/4 de finale | -             | 1/4 de finale | 1/8 de finale | 1er tour      | AFC           |
| Angleterre           | 6     | -             | 1/4 de finale | -             | -             | 1/4 de finale | 1/4 de finale | Troisième     | Quatrième     | Finaliste     | UEFA          |
| Nouvelle-Zélande     | 6     | 1er tour      | -             | -             | -             | 1er tour      | 1er tour      | 1er tour      | 1er tour      | 1er tour      | OFC           |
| Danemark             | 5     | 1/4 de finale | 1/4 de finale | 1er tour      | -             | 1er tour      | -             | -             | -             | 1/8 de finale | UEFA          |
| France               | 5     | -             | -             | -             | 1er tour      | -             | Quatrième     | 1/4 de finale | 1/4 de finale | 1/4 de finale | UEFA          |
| Argentine            | 4     | -             | -             | -             | 1er tour      | 1er tour      | -             | -             | 1er tour      | 1er tour      | CONMEBOL      |
| Corée du Nord        | 4     | -             | -             | 1er tour      | 1er tour      | 1/4 de finale | 1er tour      | -             | -             | -             | AFC           |
| Corée du Sud         | 4     | -             | -             | -             | 1er tour      | -             | -             | 1/8 de finale | 1er tour      | 1er tour      | AFC           |
| Italie               | 4     | 1/4 de finale | -             | 1er tour      | -             | -             | -             | -             | 1/4 de finale | 1er tour      | UEFA          |
| Colombie             | 3     | -             | -             | -             | -             | -             | 1er tour      | 1/8 de finale | -             | 1/4 de finale | CONMEBOL      |
| Espagne              | 3     | -             | -             | -             | -             | -             | -             | 1er tour      | 1/8 de finale | Vainqueur     | UEFA          |
| Ghana                | 3     | -             | -             | 1er tour      | 1er tour      | 1er tour      | -             | -             | -             | -             | CAF           |
| Mexique              | 3     | -             | -             | 1er tour      | -             | -             | 1er tour      | 1er tour      | -             | -             | CONCACAF      |
| Pays-Bas             | 3     | -             | -             | -             | -             | -             | -             | 1/8 de finale | Finaliste     | 1/4 de finale | UEFA          |
| Afrique du Sud       | 2     | -             | -             | -             | -             | -             | -             | -             | 1er tour      | 1/8 de finale | CAF           |
| Cameroun             | 2     | -             | -             | -             | -             | -             | -             | 1/8 de finale | 1/8 de finale | -             | CAF           |
| Costa Rica           | 2     | -             | -             | -             | -             | -             | -             | 1er tour      | -             | 1er tour      | CONCACAF      |
| Jamaïque             | 2     | -             | -             | -             | -             | -             | -             | -             | 1er tour      | 1/8 de finale | CONCACAF      |
| Russie               | 2     | -             | -             | 1/4 de finale | 1/4 de finale | -             | -             | -             | -             | -             | UEFA          |
| Suisse               | 2     | -             | -             | -             | -             | -             | -             | 1/8 de finale | -             | 1/8 de finale | UEFA          |
| Thaïlande            | 2     | -             | -             | -             | -             | -             | -             | 1er tour      | 1er tour      | -             | AFC           |
| Chili                | 1     | -             | -             | -             | -             | -             | -             | -             | 1er tour      | -             | CONMEBOL      |
| Côte d'Ivoire        | 1     | -             | -             | -             | -             | -             | -             | 1er tour      | -             | -             | CAF           |
| Écosse               | 1     | -             | -             | -             | -             | -             | -             | -             | 1er tour      | -             | UEFA          |
| Équateur             | 1     | -             | -             | -             | -             | -             | -             | 1er tour      | -             | -             | CONMEBOL      |
| Guinée équatoriale   | 1     | -             | -             | -             | -             | -             | 1er tour      | -             | -             | -             | CAF           |
| Haïti                | 1     | -             | -             | -             | -             | -             | -             | -             | -             | 1er tour      | CONCACAF      |
| République d'Irlande | 1     | -             | -             | -             | -             | -             | -             | -             | -             | 1er tour      | UEFA          |
| Maroc                | 1     | -             | -             | -             | -             | -             | -             | -             | -             | 1/8 de finale | CAF           |
| Panama               | 1     | -             | -             | -             | -             | -             | -             | -             | -             | 1er tour      | CONCACAF      |
| Philippines          | 1     | -             | -             | -             | -             | -             | -             | -             | -             | 1er tour      | AFC           |
| Portugal             | 1     | -             | -             | -             | -             | -             | -             | -             | -             | 1er tour      | UEFA          |
| Taipei               | 1     | 1/4 de finale | -             | -             | -             | -             | -             | -             | -             | -             | AFC           |
| Vietnam              | 1     | -             | -             | -             | -             | -             | -             | -             | -             | 1er tour      | AFC           |
| Zambie               | 1     | -             | -             | -             | -             | -             | -             | -             | -             | 1er tour      | CAF           |

Légende :
- Vainqueur
- Finaliste
- Troisième
- Quatrième
- 1/4 de finale
- 1/8 de finale

### Classement historique
Dans ce classement qui hiérarchise hors palmarès (titres, finales, etc.) la performance globale des nations, le barème historique et statistiquement équitable de la victoire à 2 points (1 pour un match nul et 0 pour une défaite) est utilisé. Les équipes à égalité sont départagées par différence de buts, puis par le nombre de buts marqués. Selon la convention statistique dans le football, les matchs à élimination directe conclus par des tirs au but sont comptés comme des matchs nuls, y compris pour le vainqueur de la séance.
Classement mis à jour après la Coupe du monde féminine de football 2023.
| Rang | Equipe               | Pts(*) | J  | G  | N | P  | BP  | BC | +/-  | Participations |
| ---- | -------------------- | ------ | -- | -- | - | -- | --- | -- | ---- | -------------- |
| 1    | États-Unis           | 91     | 54 | 41 | 9 | 4  | 142 | 39 | +103 | 9              |
| 2    | Allemagne            | 67     | 46 | 31 | 5 | 10 | 129 | 42 | +87  | 9              |
| 3    | Suède                | 60     | 46 | 27 | 6 | 13 | 83  | 51 | +32  | 9              |
| 4    | Norvège              | 55     | 43 | 25 | 5 | 13 | 100 | 56 | +44  | 9              |
| 5    | Brésil               | 47     | 37 | 21 | 5 | 11 | 71  | 42 | +29  | 9              |
| 6    | Angleterre           | 45     | 33 | 20 | 5 | 8  | 56  | 24 | +32  | 6              |
| 7    | Chine                | 41     | 37 | 17 | 7 | 13 | 54  | 36 | +18  | 8              |
| 8    | Japon                | 40     | 38 | 18 | 4 | 16 | 53  | 62 | -9   | 9              |
| 9    | France               | 31     | 24 | 13 | 5 | 6  | 44  | 24 | +20  | 5              |
| 10   | Australie            | 27     | 32 | 10 | 7 | 15 | 48  | 56 | -12  | 8              |
| 11   | Canada               | 24     | 30 | 9  | 6 | 15 | 36  | 57 | -21  | 8              |
| 12   | Pays-Bas             | 22     | 16 | 10 | 2 | 4  | 26  | 12 | +14  | 3              |
| 13   | Espagne              | 16     | 14 | 7  | 2 | 5  | 25  | 16 | +9   | 4              |
| 14   | Nigeria              | 16     | 30 | 5  | 6 | 19 | 23  | 64 | -41  | 9              |
| 15   | Italie               | 15     | 15 | 7  | 1 | 7  | 23  | 20 | +3   | 4              |
| 16   | Colombie             | 12     | 12 | 5  | 2 | 5  | 10  | 13 | -3   | 3              |
| 17   | Danemark             | 11     | 18 | 5  | 1 | 12 | 22  | 29 | -7   | 5              |
| 18   | Russie               | 8      | 8  | 4  | 0 | 4  | 16  | 14 | +2   | 2              |
| 19   | Corée du Nord        | 8      | 13 | 3  | 2 | 8  | 12  | 20 | -8   | 4              |
| 20   | Suisse               | 6      | 9  | 2  | 2 | 5  | 14  | 10 | +4   | 2              |
| 21   | Cameroun             | 6      | 8  | 3  | 0 | 5  | 11  | 12 | -1   | 2              |
| 22   | Nouvelle-Zélande     | 6      | 18 | 1  | 4 | 13 | 9   | 35 | -26  | 6              |
| 23   | Maroc                | 4      | 4  | 2  | 0 | 2  | 2   | 10 | -8   | 1              |
| 24   | Jamaïque             | 4      | 7  | 1  | 2 | 4  | 2   | 13 | -11  | 2              |
| 27   | Corée du Sud         | 4      | 13 | 1  | 2 | 10 | 7   | 31 | -24  | 4              |
| 26   | Portugal             | 3      | 3  | 1  | 1 | 1  | 2   | 1  | +1   | 1              |
| 27   | Afrique du Sud       | 3      | 7  | 1  | 1 | 5  | 7   | 16 | -9   | 2              |
| 28   | Ghana                | 3      | 9  | 1  | 1 | 7  | 6   | 30 | -24  | 3              |
| 29   | Mexique              | 3      | 9  | 0  | 3 | 6  | 6   | 30 | -24  | 3              |
| 30   | Argentine            | 3      | 12 | 0  | 3 | 9  | 7   | 42 | -35  | 4              |
| 31   | Chili                | 2      | 3  | 1  | 0 | 2  | 2   | 5  | -3   | 1              |
| 32   | Philippines          | 2      | 3  | 1  | 0 | 2  | 1   | 8  | -7   | 1              |
| 33   | Costa Rica           | 2      | 6  | 0  | 2 | 4  | 4   | 12 | -8   | 2              |
| 34   | Zambie               | 2      | 3  | 1  | 0 | 2  | 3   | 11 | -8   | 1              |
| 35   | Taipei chinois       | 2      | 4  | 1  | 0 | 3  | 2   | 15 | -13  | 1              |
| 36   | Thaïlande            | 2      | 6  | 1  | 0 | 5  | 4   | 30 | -26  | 2              |
| 37   | Écosse               | 1      | 3  | 0  | 1 | 2  | 2   | 5  | -2   | 1              |
| 38   | République d'Irlande | 1      | 3  | 0  | 1 | 2  | 1   | 3  | -2   | 1              |
| 39   | Haïti                | 0      | 3  | 0  | 0 | 3  | 0   | 4  | -4   | 1              |
| 40   | Guinée équatoriale   | 0      | 3  | 0  | 0 | 3  | 2   | 7  | -5   | 1              |
| 41   | Panama               | 0      | 3  | 0  | 0 | 3  | 3   | 11 | -8   | 1              |
| 42   | Vietnam              | 0      | 3  | 0  | 0 | 3  | 0   | 12 | -12  | 1              |
| 43   | Côte d'Ivoire        | 0      | 3  | 0  | 0 | 3  | 3   | 16 | -13  | 1              |
| 44   | Équateur             | 0      | 3  | 0  | 0 | 3  | 1   | 17 | -16  | 1              |

(*) Victoire = 2 points, nul = 1 point (soit 1/2 victoire et 1/2 défaite, y compris pour les matchs conclus par une séance de tirs au but), défaite = 0 point.

#### Statistiques
Les États-Unis dominent largement le palmarès : ils ont remporté la moitié des titres (4 sur 8), ils sont les seuls à être toujours montés sur le podium, et ils détiennent également le record du nombre de finales jouées (5). Le record de deux victoires consécutives est partagé par l'Allemagne, en 2003 et 2007, et les États-Unis, en 2015 et 2019. Le Japon (en 2011) et l'Espagne (en 2023) sont les deux seules nations à être sacrées championnes du monde après avoir perdu un match durant la compétition. Enfin, aucune équipe n'a perdu en finale plus d'une fois.
L'Allemagne et l'Espagne sont les seules deux nations à avoir emporté la Coupe du Monde de football féminine et masculine.
Le plus grand écart de buts en finale est de +3 et est établi lors de la victoire 5-2 des États-Unis sur le Japon en 2015. Le plus grand nombre de buts marqués dans une finale est atteint en 2015. Le plus petit nombre est réalisé en 1999, avec aucun but.
Le pays organisateur a remporté la finale une seule fois, aux États-Unis en 1999.

#### Joueuses
- La Chinoise Ma Li inscrit le premier but de l'histoire de la Coupe du monde en marquant lors du match d'ouverture de la Coupe du monde en Chine contre la Norvège[14].
- La Brésilienne Marta détient le record de buts marqués en Coupe du monde avec 17 réalisations. Suivie par Birgit Prinz et Abby Wambach avec 14 buts, puis l'Américaine Michelle Akers en compte 12[15], dont 10 buts sur la seule édition de 1991, ce qui en fait la meilleure buteuse sur une seule phase finale.
- La Brésilienne Formiga est la buteuse la plus âgée de la Coupe du monde féminine à l'âge de 37 ans.

#### Distinctions individuelles
À la fin de chaque tournoi de la Coupe du monde, plusieurs trophées sont attribués aux joueuses et aux équipes qui se sont distinguées par rapport aux autres dans différents aspects du jeu.
Depuis la première édition en 1991 (sauf mention), quatre trophées officiels sont décernés : 
- le Soulier d'or pour la meilleure buteuse ;
- le Ballon d'or pour la meilleure joueuse de la Coupe du monde ;
- le Gant d'or pour la meilleure gardienne de but (prix attribué depuis 2011) ;
- le Trophée du Fair-Play de la FIFA pour l'équipe qui fait preuve du plus bel esprit sportif et du meilleur comportement.

| Coupe du monde                    | Soulier d'or        | Buts | Ballon d'or    | Gant d'or           | Palmarès du prix du fair-play |
| --------------------------------- | ------------------- | ---- | -------------- | ------------------- | ----------------------------- |
| Chine 1991                        | Michelle Akers      | 10   | Carin Jennings | -                   | Allemagne                     |
| Suède 1995                        | Ann-Kristin Aarønes | 6    | Hege Riise     | -                   | Suède                         |
| États-Unis 1999                   | Sissi Sun Wen       | 7    | Sun Wen        | -                   | Chine                         |
| États-Unis 2003                   | Birgit Prinz        | 7    | Birgit Prinz   | -                   | Chine (2)                     |
| Chine 2007                        | Marta               | 7    | Marta          | -                   | Norvège                       |
| Allemagne 2011                    | Homare Sawa         | 5    | Homare Sawa    | Hope Solo           | Japon                         |
| Canada 2015                       | Célia Šašić         | 6    | Carli Lloyd    | Hope Solo (2)       | France                        |
| France 2019                       | Megan Rapinoe       | 6    | Megan Rapinoe  | Sari van Veenendaal | France (2)                    |
| Australie / Nouvelle-Zélande 2023 | Hinata Miyazawa     | 5    | Aitana Bonmatí | Mary Earps          | Japon (2)                     |

### Compétitions internationales non officielles précédant la Coupe du monde féminine de la FIFA
| Année       | Nation hôte | Vainqueur  | Finaliste  | Score |
| 1970        | Italie      | BK Femina  | Italie     | 2-0   |
| 1971        | Mexique     | Danemark   | Mexique    | 3-0   |
| 1981        | Japon       | Italie     | Danemark   | 1-1   |
| 1984        | Italie      | Italie     | Allemagne  | 3-1   |
| 1985        | Italie      | Angleterre | Italie     | 3-2   |
| 1986        | Italie      | Italie     | États-Unis | 1-0   |
| 1988        | Italie      | Angleterre | Italie     | 2-1   |
| 1988 (FIFA) | Chine       | Norvège    | Suède      | 1-0   |

### Moyenne de buts par match
| Pays organisateurs | Année | Nombre de matchs | Nombre de buts | Moyenne de buts par match | Nombre de matchs sans but marqué (0-0) | Nombre de matchs avec au moins 6 buts marqués |
| ------------------ | ----- | ---------------- | -------------- | ------------------------- | -------------------------------------- | --------------------------------------------- |
| Chine              | 1991  | 26 matchs        | 99 buts        | 3,81 buts / match         | 0                                      | 3                                             |
| Suède              | 1995  | 26 matchs        | 99 buts        | 3,81 buts / match         | 0                                      | 6                                             |
| États-Unis         | 1999  | 32 matchs        | 123 buts       | 3,84 buts / match         | 2                                      | 7                                             |
| États-Unis         | 2003  | 32 matchs        | 107 buts       | 3,34 buts / match         | 0                                      | 4                                             |
| Chine              | 2007  | 32 matchs        | 111 buts       | 3,47 buts / match         | 1                                      | 3                                             |
| Allemagne          | 2011  | 32 matchs        | 86 buts        | 2,69 buts / match         | 1                                      | 0                                             |
| Canada             | 2015  | 52 matchs        | 146 buts       | 2,81 buts / match         | 2                                      | 5                                             |
| France             | 2019  | 52 matchs        | 146 buts       | 2,81 buts / match         | 2                                      | 3                                             |
| Aus. / N-Z         | 2023  | 64 matchs        | 164 buts       | 2,56 buts / match         | 10                                     | 6                                             |
| TOTAL              | TOTAL | 348 matchs       | 1081 buts      | 3,11 buts / match         | 18 matchs                              | 37 matchs                                     |

## Couverture par les médias et spectateurs
Lors de la Coupe du monde 2007 disputée en Chine, environ 200 pays ont diffusé les images de la compétition. La finale entre l'Allemagne et le Brésil fut suivie par 9,05 millions de téléspectateurs en Allemagne (soit 50,5 % de l'audience totale) par la ZDF, en comparaison de la précédente finale lors de la Coupe du monde 2003 disputée aux États-Unis entre l'Allemagne et la Suède qui avait attiré 11,38 millions d'Allemands (mais 33,8 % de l'audience totale) dans un taux d'horaire de fin de soirée.
Pour la première fois lors de la Coupe du monde 2011, toutes les rencontres sont retransmises en haute définition, avec deux caméras dans les buts et deux steadicams utilisés dans tous les matches. Certains de ces matches comprennent 18 caméras, dont une spidercam et une caméra embarquée dans un hélicoptère. Ce tournoi est le premier du football féminin faisant l'objet d'un album d'autocollants Panini, disponible seulement en Allemagne.
La finale de la Coupe du monde 2015 devient le match de football le plus regardé de tous les temps aux États-Unis avec 25,4 millions de téléspectateurs (+41 % par rapport à la finale de 2011). Le précédent record était le match États-Unis-Portugal lors de la Coupe du monde masculine de 2014, avec 18,2 millions de téléspectateurs. Au Japon, la finale 2015 a été vue par 11,6 millions d'amateurs, +18 % par rapport à la finale de 2011 (également États-Unis-Japon). En France, la chaîne W9 a battu le record d'audience historique de la TNT avec le quart de finale France-Allemagne, regardé par 4,1 millions de personnes en moyenne, avec un pic à 5,3 millions vers 23h30. Des records d'audience télévisuelles par pays sont battus durant la Coupe du monde 2019 en France, avec notamment plus de 10 millions de téléspectateurs français pour les deux premiers matches des Bleues (Corée du Sud le 7 juin puis Norvège le 11 juin), ou encore 7,3 millions de téléspectateurs italiens pour le match Italie-Brésil le 18 juin.